# Clã Arima
O clã Arima (有馬氏, Arima-shi) foi um clã do Japão do Período Sengoku.  Seu nome "Arima" significa "possui cavalos," aludindo às origens da família enquanto samurai e cavalaria. Membros famosos incluem Arima Harunobu e Arima Naozumi. Na Rebelião de Shimabara, antigos vassalos dos Arima, muitos deles cristãos, estiveram entre os maiores adversários do governo Tokugawa.